# Alte Synagoge Ohel Jakob

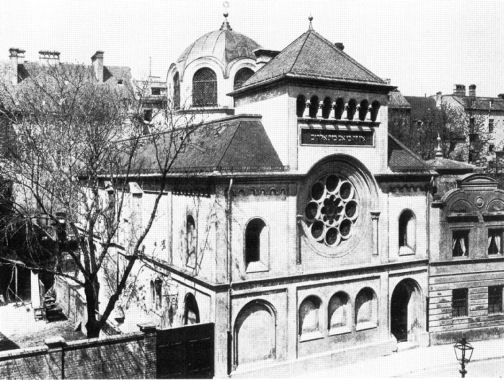
Alte Synagoge Ohel Jakob

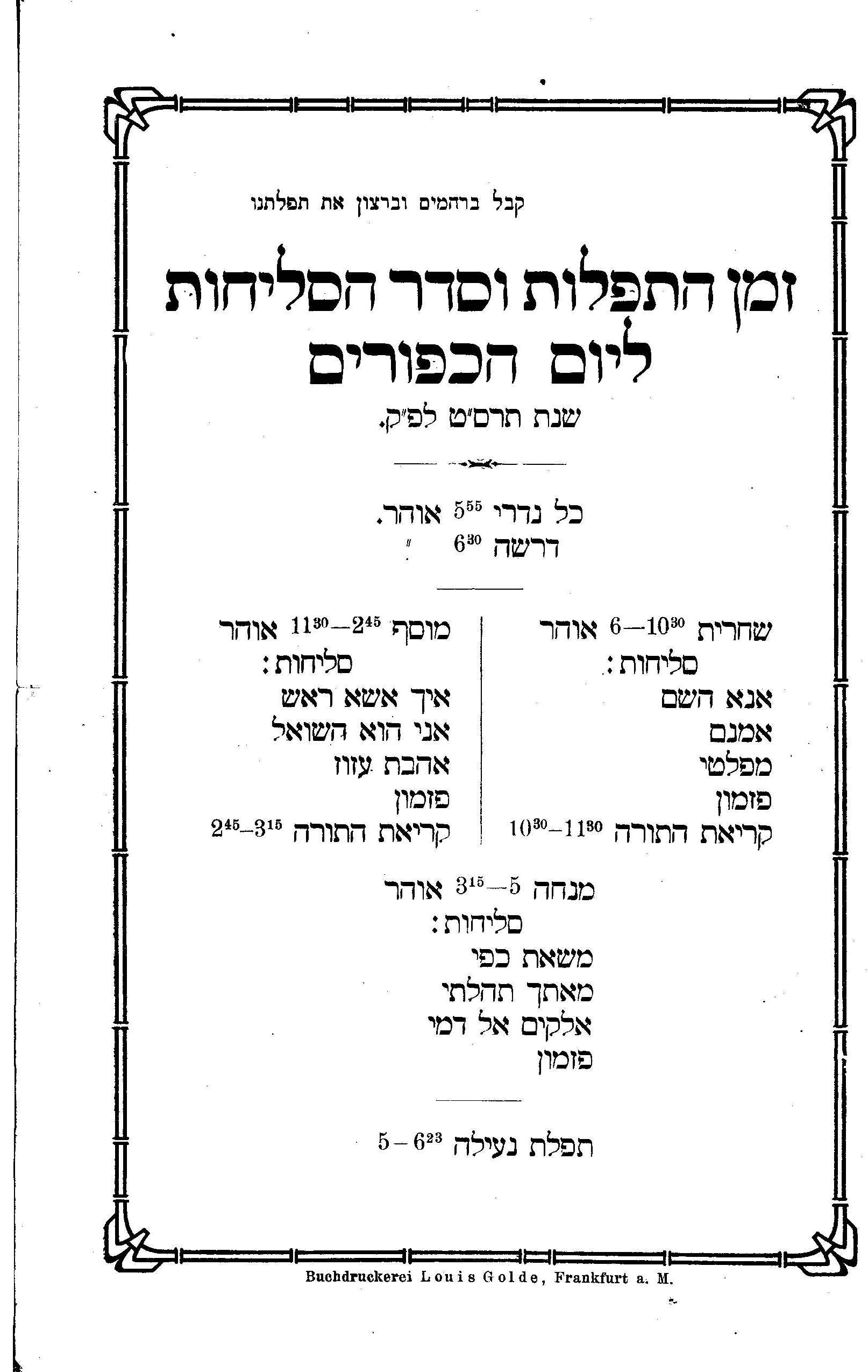
Einladung zur Jom-Kippur-Feier des Jahres 5669 (1908 nach christlicher Zeitrechnung) in der Synagoge

Die Alte Synagoge Ohel Jakob (hebr.: אהל יעקב, Zelt Jakobs) war die Synagoge des orthodoxen Teils der Israelitischen Kultusgemeinde in München. Sie stand in der Herzog-Rudolf-Straße (früher Kanalstraße). Bei den Novemberpogromen 1938 wurde sie vom Stoßtrupp Adolf Hitler in Brand gesetzt. Anschließend wurde sie abgerissen.

## Bauwerk
Der Entwurf stammt von August Exter. Der neuromanische Bau mit eher einfacher Fassade hatte mit 16 Metern Länge und 19 Metern Höhe im Vergleich zur Hauptsynagoge an der Herzog-Max-Straße eher bescheidene Ausmaße. Er bot Platz für 150 Gläubige.
Zur Synagoge gehörte eine jüdische Schule, die in den benachbarten ehemaligen Produktionsräumen untergebracht war; 1928 wurde sie erweitert.

## Geschichte

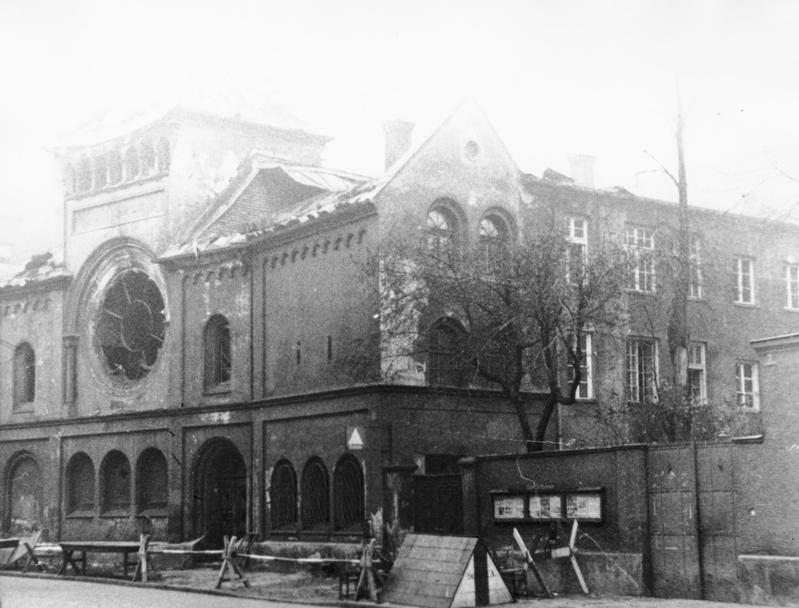
Nach der Zerstörung in der Pogromnacht

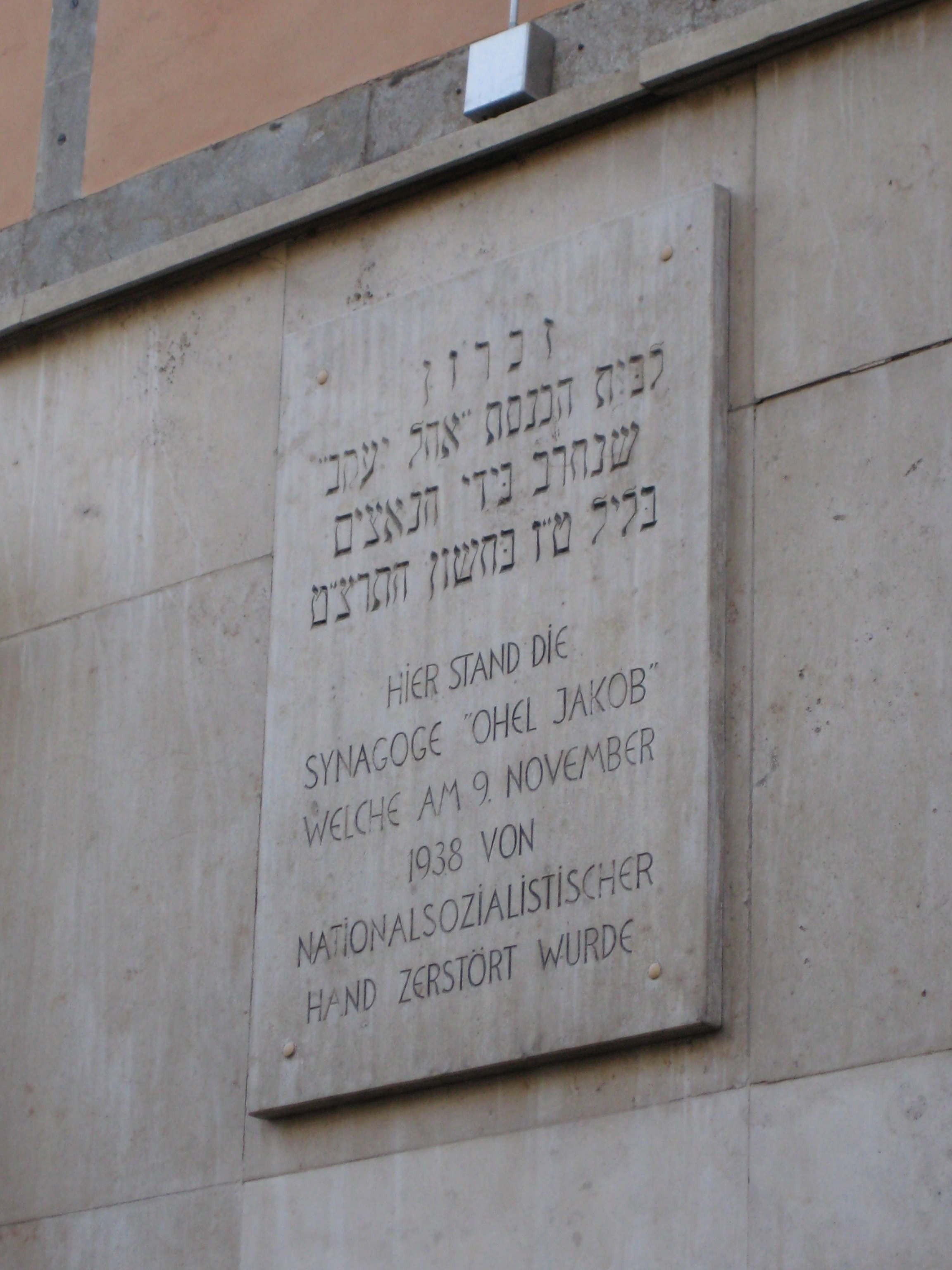
Gedenktafel

Die Einführung eines neuen Gebetbuchs 1876 und die Neugestaltung des Gottesdienstes mit Orgelbegleitung und Chorgesang – traditionell nicht üblich – veranlasste eine kleinere Gruppe orthodoxer Gemeindemitglieder zur Gründung des Vereins Ohel Jakob. Die orthodoxen Gläubigen mieden den Gottesdienst der übrigen Gemeinde und kamen zunächst in einem Betsaal in der Kanalstraße zusammen; trotz der Differenzen spalteten sie sich jedoch nicht von der Kultusgemeinde ab. Als 1887 die neue Hauptsynagoge fertiggestellt wurde, wurde das Gesuch gestellt, die bisherige Synagoge an der Westenriederstraße den Orthodoxen mietweise zur Verfügung zu stellen. Teils um die Spaltung der Gemeinde nicht zu vertiefen, teils aus finanziellen Gründen wurde die Bitte abgelehnt, die alte Synagoge stattdessen verkauft. Eine Restaurierung des baufälligen Hauses wäre teuer gewesen, der Erlös aus dem wertvollen Grundstück wurde von der Kultusgemeinde dringend benötigt. Aus eigenen Mitteln finanzierten die Orthodoxen schließlich den Bau der Synagoge Ohel Jakob in der Kanalstraße. Im Jahr 1891 war Grundsteinlegung, bereits am 25. März 1892 Einweihung. Im Jahr 1924 wurde eine jüdische Schule als öffentliche Bekenntnisschule gegründet, die 1933 von der Israelitischen Kultusgemeinde übernommen wurde.
In der Pogromnacht vom 9. auf den 10. November 1938 wurde die Synagoge Ohel Jakob in Brand gesteckt. Die Kosten für den Abriss der Ruine wurden der Kultusgemeinde auferlegt, die Schule geschlossen. Heute erinnert eine Gedenktafel am Haus Herzog-Rudolf-Straße 1 an die Zerstörung der Synagoge.
Die neue, 2006 eingeweihte, Ohel-Jakob-Synagoge im Jüdischen Zentrum auf dem Jakobsplatz (nach einer christlichen St. Jakobskirche) trägt nun wieder in München diesen Namen.

## Rabbiner
- 1892–1927: Heinrich Ehrentreu (1854–1927[2])
- 1929–1938/39: Ernst Ehrentreu (1896–1981), Sohn Heinrich Ehrentreus

## Einzelbelege
1. 1 2  Bayerische Staatszeitung, Ausgabe 16 vom 21. April 2006, abgerufen am 21. Februar 2009
2. ↑  nach Register bei steinheim-institut.de (Memento des Originals vom 26. September 2021 im Internet Archive)  Info: Der Archivlink wurde automatisch eingesetzt und noch nicht geprüft. Bitte prüfe Original- und Archivlink gemäß Anleitung und entferne dann diesen Hinweis.

Koordinaten: 48° 8′ 21″ N, 11° 35′ 0″ O